# 큐어 (1997년 영화)
《큐어》(キュア, Cure, Kyua)는 일본에서 제작된 구로사와 기요시 감독의 1997년 범죄, 스릴러 영화이다. 야쿠쇼 코지 등이 주연으로 출연하였고 이케다 테츠야 등이 제작에 참여하였다. 2012년 대한민국의 영화 감독 봉준호는 이 영화를 역대 최고의 영화 중 하나로 언급했다.

## 출연

### 주연
- 야쿠쇼 코지 - 타카베 역
- 하기와라 마사토 - 쿠니오 역
- 우지키 츠요시 - 마코토 역
- 나카가와 안나 - 후미에 역
- 오스기 렌 - 후지와라 역

### 조연
- 도구치 요리코
- 호타루 유키지로
- 덴덴
- 토다 마사히로
- 하루키 미사요
- 나카야마 슌
- 아타카 아키라

## 기타
- 원작자: 구로사와 기요시
- 미술: 마루오 토모유키